# Senat w Konstytucji z 17 marca 1921 r.

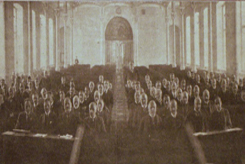
Pierwsze posiedzenie Senatu, 1922 r.

## Spór o Senat
W II Rzeczypospolitej instytucja Senatu została przywrócona od roku 1921 w Konstytucji Marcowej. W toku niezwykle ożywionych dyskusji dochodziło do licznych sporów i polemik. Dotyczyły one w szczególności tego, czy parlament ma być jedno czy dwuizbowy. Za jednoizbowym parlamentem opowiadała się lewica (Polska Partia Socjalistyczna, PSL „Wyzwolenie”, Narodowa Partia Robotnicza), natomiast za dwuizbowym parlamentem opowiadała się prawica (Narodowi Demokraci, PSL „Piast”, Katolickie Stronnictwo Ludowe). W wyniku kompromisu założono istnienie Senatu niejako na próbę, na 5 lat, po tym okresie Sejm zmieniając własną uchwałę mógł Senat zlikwidować.

## Skład Senatu
Powstały na mocy Konstytucji z 17 marca 1921 r. Senat składał się ze 111 senatorów wybieranych w pięcioprzymiotnikowym głosowaniu (powszechnym, równym, tajnym, bezpośrednim i proporcjonalnym).
Czynne prawo wyborcze przysługiwało każdemu obywatelowi, który ukończył 30 lat, z wyjątkiem wojskowych w służbie czynnej, osób ograniczonych w korzystaniu z praw cywilnych lub pozbawionych praw publicznych. Bierne prawo wyborcze do Senatu posiadał każdy kto ukończył 40 lat, nie wyłączając wojskowych w służbie czynnej. Okręgiem wyborczym do Senatu było województwo, przy czym, w stosunku do liczby mandatów sejmowych na liczbę mieszkańców, liczba mandatów do Senatu wynosiła 1/4. Kadencja Senatu trwała 5 lat i była ściśle powiązana z kadencją Sejmu. Rozwiązanie Sejmu przed upływem kadencji mogło nastąpić na mocy decyzji Prezydenta, podjętej za zgodą 3/5 ustawowej liczby członków Senatu lub mocą własnej uchwały Sejmu, powziętej większością 2/3 głosów, przy obecności połowy ustawowej liczby posłów. W razie rozwiązania Sejmu rozwiązaniu podlegał również Senat.

## Kompetencje Senatu
Kompetencje ustawodawcze Senatu ograniczały się do wnoszenia poprawek do ustaw uchwalonych przez Sejm. Mogły one być odrzucone przez Sejm większością 11/20 głosów. Senat nie posiadał prawa inicjatywy ustawodawczej.
Kompetencje kontrolne przysługiwały Senatowi w ograniczonym zakresie. Przysługiwało mu prawo interpelacji. Ponadto na pierwszym posiedzeniu Sejm i Senat wybierały dwunastu członków Trybunału Stanu: ośmiu Sejm i czterech Senat.
Kompetencje elekcyjne:Sejm i Senat połączone w Zgromadzenie Narodowe wybierały Prezydenta Rzeczypospolitej.
Kompetencje ustrojodawcze uprawniały Senat do dokonywania zmian i rewizji Konstytucji.

## Organizacja i tryb funkcjonowania
Senat wybierał ze swego grona prezydium składające się z marszałka, trzech wicemarszałków i sześciu sekretarzy. Marszałek kierował obradami Izby. Senat pracował w sesyjnym systemie pracy. Dla rozpatrywania projektów ustawodawczych Senat powoływał komisje. Komisje składały sprawozdania z prac nad projektami na  posiedzeniach plenarnych. Każdy senator mógł być maksymalnie członkiem dwóch komisji. Do prawomocności podejmowanych uchwał potrzebna była zwykła większość głosów, przy obecności co najmniej 1/3 ustawowej liczby posłów (quorum). Sprawy ważniejsze podejmowane były kwalifikowaną większością 11/20, 3/5, 2/3 głosów, przy podwyższonym quorum.
Senatorowie byli przedstawicielami całego narodu i nie mogli być krępowani instrukcjami wyborców. Senatorowie posiadali immunitet parlamentarny zwalniający ich z odpowiedzialności karnej z tytułu sprawowania mandatu. Za naruszenie praw osoby trzeciej i przestępstwo karne, senatorowie mogli być pociągnięci do odpowiedzialności tylko za zgodą Senatu tzw. nietykalność poselska.
W Konstytucji Marcowej wprowadzono zasadę incompatibilitas tzn. senatorowie nie mogli wykonywać płatnej służby państwowej, poza pewnymi wyjątkami, jak np. w odniesieniu do ministrów i profesorów wyższych uczelni.

## Literatura
- Ajnenkiel A., Spór o model parlamentaryzmu polskiego do 1926 roku, Warszawa 1972
- Bardach J., Leśnodorski B., Pietrzak M., Historia ustroju i prawa polskiego, Warszawa 2003
- Kallas M., Historia ustroju Polski X-XX w., Warszawa 2001